# Érika Coimbra
Érika Kelly Pereira Coimbra, znana jako Kiki, (ur. 23 marca 1980 roku w Belo Horizonte) – brazylijska siatkarka, reprezentantka kraju, grająca na pozycji przyjmującej. W sezonie 2012/2013 była zawodniczką polskiego klubie Atom Trefl Sopot. Od sezonu 2018/2019 występuje w drużynie Maccabi Hajfa.
Jest brązową medalistką olimpijską z 2000 roku z Sydney.
W 1997 roku po kontroli antydopingowej wykryto u niej niedozwolony poziom testosteronu.

## Sukcesy klubowe
'Mistrzostwo Brazylii:
- 1998, 2000, 2002, 2004, 2005, 2009
- 1999, 2003, 2010
- 2001, 2006

Klubowe Mistrzostwa Ameryki Południowej:
- 2002
- 2009

Mistrzostwo Polski:
- 2013

## Sukcesy reprezentacyjne
Mistrzostwa Świata Kadetek:
- 1997

Mistrzostwa Świata Juniorek:
- 1999

Igrzyska Panamerykańskie:
- 1999
- 2007

Puchar Świata:
- 2003
- 1999

Grand Prix:
- 2004
- 2000

Igrzyska Olimpijskie:
- 2000

## Nagrody indywidualne
- 1997: MVP, najlepsza atakująca i punktująca Mistrzostw Świata Kadetek
- 1999: MVP Mistrzostw Świata Juniorek
- 2000: Najlepsza serwująca Grand Prix
- 2013: Najlepsza przyjmująca Pucharu Polski

## Rekordy
Jest rekordzistką brazylijskiej Superligi, w całej karierze zdobyła 3381 punktów.